# Анугита

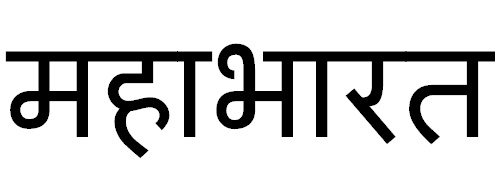
Махабха́рата

Анугита (санскр. अनुगीता, «Последующая Гита») — часть четырнадцатой книги «Махабхараты» — «Ашвамедхикапарвы». Название «Последующая Гита» передаёт неразрывную связь с «Бхагавад-гитой», продолжением которой она является. Состоит из 1 тыс. двустиший (главы 16—50 «Ашвамедхикапарвы» по критическому изданию в Пуне). «Анугита» — последний из четырёх основных философских текстов «Махабхараты» (наряду с «Санатсуджатапарвой», «Бхагавад-гитой» и «Мокшадхармой», к которым иногда относят пятый текст — «Повесть о беседе брахмана с охотником»). Несмотря на то, что основные философские идеи «Анугиты» излагает тот же рассказчик, что и в «Бхагавад-гите», — Кришна, — между этими текстами существуют значительные различия, главное из которых состоит в том, что «Бхагавад-гита» представляет собой по преимуществу теистический текст, тогда как «Анугита» — нетеистический.

## Обзор по главам

### Главы 16-19
Вайшампаяна по просьбе Джанамеджаи рассказывает о философской беседе Кришны и Арджуны, состоявшейся во дворце собраний в Индрапрастхе. Арджуна говорит, что из-за потрясений он забыл наставления, данные ему Кришной во время битвы на Курукшетре, а теперь у него снова пробудился к ним интерес. Кришна делает собеседнику мягкий выговор за его забывчивость, ибо на Курукшетре Кришна был погружён в йогу, а теперь может поведать лишь несколько сказаний. Первое сказание ведётся от лица брахмана — обладателя неотразимой духовной мощи.

### Песнь брахмана (главы 20-34)
Второе сказание представляет собой диалог супружеской пары — брахмана и брахмани. В нём излагается психологическое учение в целях практической йоги.

### Беседа ученика и учителя (главы 35-50)
Третье сказание передаёт беседу об освобождении между брахманом и его учеником. Основным содержанием служит изложение философской системы санкхья.